# Franciszek Gąsienica Groń
Franciszek Gąsienica Groń, OPR, (Zakopane, 30 de septiembre de 1931-ibídem, 31 de julio de 2014) fue un esquiador de la modalidad combinado nórdico y medallista olímpico en los Juegos Olímpicos de Cortina d'Ampezzo 1956.

## Biografía
Franciszek compitió durante los años 50. En 1956 participó en los Juegos Olímpicos de 1956 celebrados en Cortina d'Ampezzo. Compitió en la modalidad de combinada nórdica, consiguiendo la medalla de bronce tras conseguir un total de 436,8 puntos, quedándose a 0,2 puntos de la medalla de plata. Tras su logro, se convirtió en el primer esquiador polaco en conseguir una medalla en unos Juegos Olímpicos de Invierno. Tras esto se le conmemoró con la Cruz de Caballero de la Orden Polonia Restituta.
Falleció el 31 de julio de 2014 en Zakopane a los 82 años de edad.